# Trans-sur-Erdre
Trans-sur-Erdre é uma comuna francesa na região administrativa da Pays de la Loire, no departamento de Loire-Atlantique. Estende-se por uma área de 22,56 km². Em 2010 a comuna tinha 1 095 habitantes (densidade: 48,5 hab./km²).